# Domaine d'Omigawa
Le domaine d'Omigawa (小見川藩, Omigawa-han) est un petit domaine féodal japonais de la période Edo situé dans la province de Shimōsa, de nos jours préfecture de Chiba. Son centre se trouve dans ce qui est à présent la ville de Katori. Pendant presque toute son histoire, il est dirigé par le clan Uchiwa.

## Histoire
Le domaine d'Omigawa est créé en 1594 pour Matsudaira Ietada, un proche associé de Tokugawa Ieyasu. Après la mort de Matsudaira à la bataille de Sekigahara, le domaine passe à Doi Toshikatsu, un autre proche obligé de Tokugawa Ieyasu qui a joué un rôle crucial dans la formation du shogunat Tokugawa. Après le transfert de ce dernier au domaine de Sakura, Omigawa est attribué à Shigenobu Abe, un obligé de Tokugawa Hidetada qui a également combattu à Sekigahara. Après le transfert de Shigenobu au domaine de Takasaki en 1619, le domaine d'Omigawa est ramené au statut de tenryo, directement sous le contrôle du shogunat et administré par une succession de hatamoto officiels de haut rang. 
Le domaine d'Omigawa connaît une renaissance en 1724 avec Masachika Uchida qui a été rétrogradé d'un statut de daimyo du domaine de Kanuma à 15 000 koku, dans la province de Kōzuke, à celui du domaine d'Omigawa à 10 000 koku à cause d'un crime commis par son père, Uchida Masayuki. Il est autorisé à construire un jin'ya dans ce qui deviendra plus tard la ville d'Omigawa, où ses successeurs continuent à diriger le domaine jusqu'à la restauration de Meiji et l'abolition du système han en 1871. Masanori Uchida, le dernier daimyo du domaine, se range du côté de l'armée impériale durant la guerre de Boshin et devient plus tard officier dans l'armée impériale japonaise à l'occasion des combats pendant la guerre sino-japonaise (1894-1895).

## Liste des daimyōs
- Clan Matsudaira (Fuko) (fudai daimyo) 1594-1601

| # | Nom                             | Dates     | Titre  | Rang                    | Revenus     |
| - | ------------------------------- | --------- | ------ | ----------------------- | ----------- |
| 1 | Matsudaira Ietada (松平家忠)    | 1594-1600 | Aucun  | Aucun                   | 10 000 koku |
| 2 | Tadayoshi Matsudaira (松平忠利) | 1600-1601 | 主殿頭 | 5e inférieur (従五位下) | 10 000 koku |

- Clan Doi (fudai) 1602-1610

| # | Nom                       | Dates     | Titre        | Rang                    | Revenus     |
| - | ------------------------- | --------- | ------------ | ----------------------- | ----------- |
| 1 | Doi Toshikatsu (土井利勝) | 1602-1610 | 大炊頭。侍従 | 4e inférieur (従四位下) | 10 000 koku |

- Clan Ando (fudai) 1612-1619

| # | Nom                       | Dates     | Titre            | Rang                    | Revenus     |
| - | ------------------------- | --------- | ---------------- | ----------------------- | ----------- |
| 1 | Shigenobu Ando (安藤重信) | 1612-1619 | Tsushima-no-kami | 5e inférieur (従五位下) | 16 000 koku |

- Clan Uchiwa (fudai) 1724-1871

| #  | Nom                  | Dates     | Titre          | Rang                    | Revenus     |
| -- | -------------------- | --------- | -------------- | ----------------------- | ----------- |
| 1  | Masachika (内田正親) | 1724-1746 | Dewa-no-kami   | 5e inférieur (従五位下) | 10 000 koku |
| 2  | Masayoshi (内田正美) | 1746-1753 | Dewa-no-kami   | 5e inférieur (従五位下) | 10 000 koku |
| 3  | Masayoshi (内田正良) | 1753-1782 | Omi-no-kami    | 5e inférieur (従五位下) | 10 000 koku |
| 4  | Masazumi (内田正純)  | 1782-1806 | Ise-no-kami    | 5e inférieur (従五位下) | 10 000 koku |
| 5  | Masamoto (内田正肥)  | 1806-1816 | Omi-no-kami    | 5e inférieur (従五位下) | 10 000 koku |
| 6  | Masakata (内田正容)  | 1816-1837 | Ise-no-kami    | 5e inférieur (従五位下) | 10 000 koku |
| 7  | Masamichi (内田正道) | 1837-1851 | Bungo-no-kami  | 5e inférieur (従五位下) | 10 000 koku |
| 8  | Masanori (内田正徳)  | 1851-1863 | Tonomo-no-kami | 5e inférieur (従五位下) | 10 000 koku |
| 9  | Masatsuna (内田正縄) | 1863-1864 | Tonomo-no-kami | 5e inférieur (従五位下) | 10 000 koku |
| 10 | Masaakira (内田正学) | 1864-1871 | Tonomo-no-kami | 5e inférieur (従五位下) | 10 000 koku |

## Source de la traduction
- (en) Cet article est partiellement ou en totalité issu de l’article de Wikipédia en anglais intitulé « Omigawa Domain » (voir la liste des auteurs).